# Dầu khuynh diệp

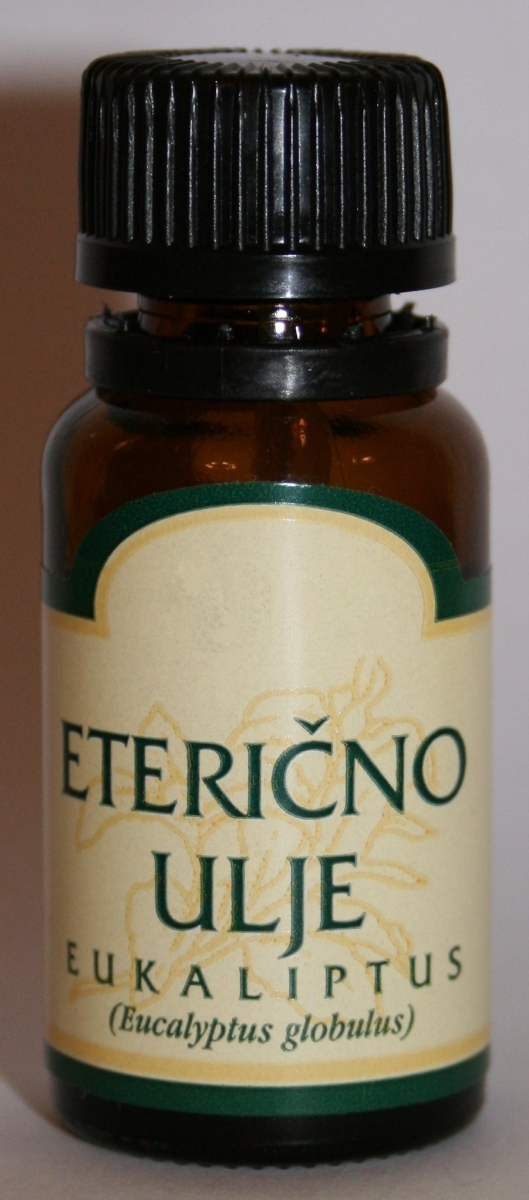
Một lọ dầu khuynh diệp

Dầu khuynh diệp hay tinh dầu khuynh diệp là một loại dầu gió được chiết xuất từ tinh dầu của lá bạch đàn và được dùng nhiều trong đời sống hàng ngày để thoa, uống phòng tránh cảm cúm, trúng gió.... Tinh dầu khuynh diệp có hương thơm dịu mát và tác dụng làm mát da, là chất làm thông mũi khi bị cảm cúm và cảm lạnh, trị cảm cúm và giúp không bị ảnh hưởng của gió độc dùng khi đau nhức cơ và giúp làm lành chỗ da bị trầy xước.

## Các loại dầu
Cây bạch đàn có rỉ ra một chất nhựa được gọi là chất kino. Nhờ vào đặc tính làm se, kino có thể dùng để chữa bệnh. Có rất nhiều loài khuynh diệp sản xuất ra nhiều loại tinh dầu, có thể phân thành 3 nhóm:
- Tinh dầu chữa bệnh: E.globulus và E.radiate: Thành phần quan trọng nhất trong loài khuynh diệp chữa bệnh là cineol, hay còn gọi là dầu bạch đàn nó có đặc tính chữa bệnh, mùi thơm long não có chức năng khử trùng và chất long đờm (giúp dễ khạc nhổ).
- Tinh dầu công nghiệp: Có chứa thành phần được sử dụng trong công nghệ tách đãi, phương pháp được sử dụng chính trong ngành công nghiệp khai thác mỏ để tách quặng ra khỏi các khoáng sản không cần đến.
- Tinh dầu để sản xuất nước hoa, chủ yếu là loại tinh dầu E. citriodora (eucalyptus citriodora): là loại chanh có mùi khuynh diệp. Bạch đàn chanh chứa đến 99% citronellal và geraniol. Cả hai chất này đều là chất cơ bản tạo mùi hương trong ngành công nghiệp sản xuất nước hoa và mỹ phẩm.

## Loài bạch đàn cung cấp tinh dầu

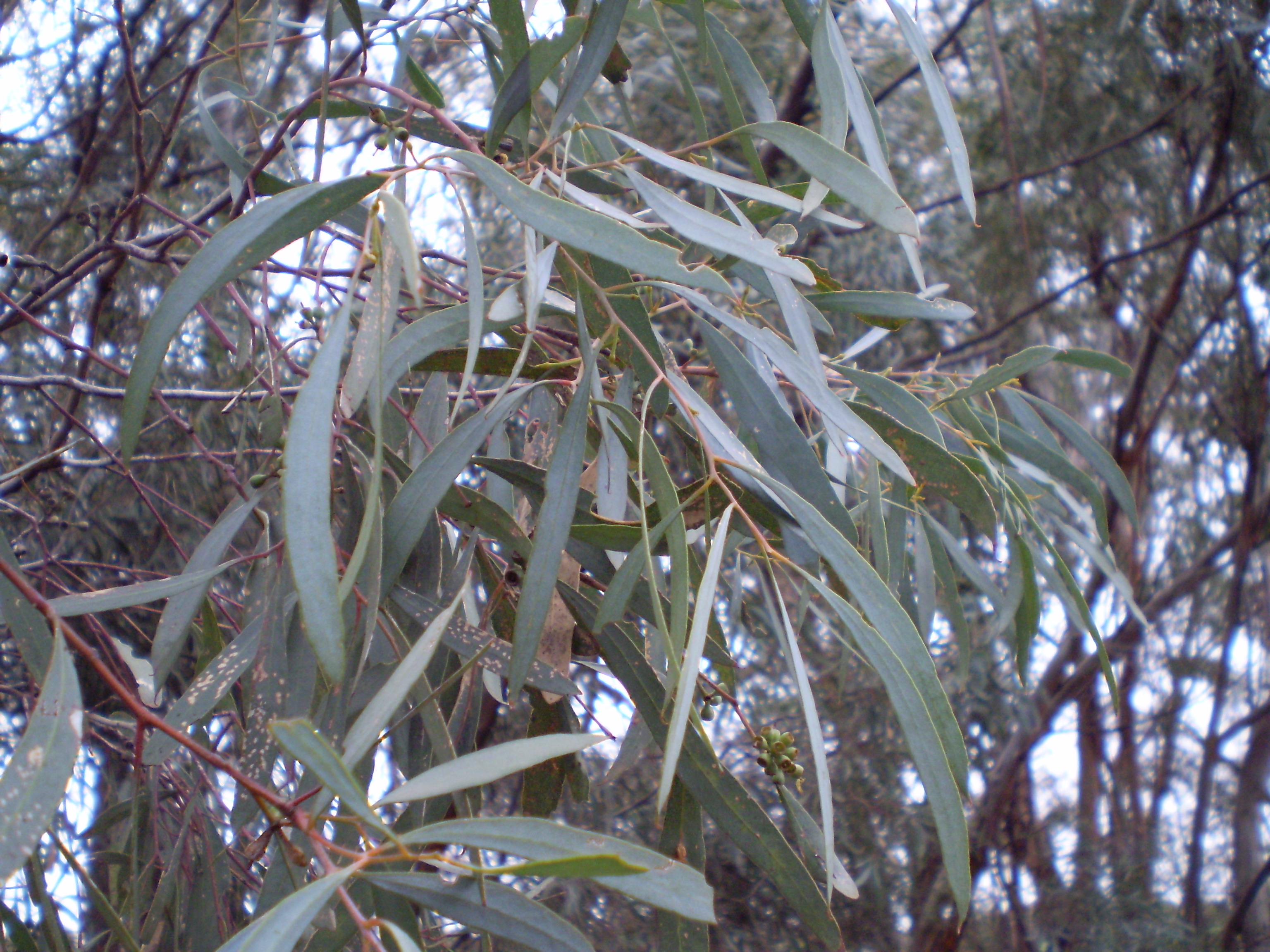
Lá bạch đàn, nguyên liệu để chiết xuất dầu khuynh diệp

Tinh dầu khuynh diệp thường được cất từ các loài sau:
- Eucalyptus cneorifolia
- Eucalyptus dives
- Eucalyptus dumosa
- Eucalyptus globulus
- Eucalyptus goniocalyx
- Eucalyptus horistes
- Eucalyptus kochii
- Eucalyptus leucoxylon
- Eucalyptus oleosa
- Eucalyptus polybractea
- Eucalyptus radiata
- Eucalyptus sideroxylon
- Eucalyptus smithii
- Eucalyptus tereticornis
- Eucalyptus viridis
- Eucalyptus dives
- Eucalyptus dives
- Eucalyptus elata
- Eucalyptus macarthurii
- Eucalyptus olida
- Eucalyptus radiata
- Eucalyptus staigeriana

## Chiết xuất
Tinh dầu khuynh diệp được sản xuất bằng cách chưng cất hơi nước từ lá cây và ngọn cây tươi hay Chiết xuất bằng hệ thống hơi nước. Việc chưng cất ban đầu cho ra loại tinh dầu màu vàng sậm hơn tinh dầu thương mại thông thường vì tinh dầu thô sẽ được chưng cất lại, loại bỏ các thành phần không dễ dàng phân huỷ, có thể làm cho tinh dầu nhanh bị hư hỏng.
Những người Úc là người đầu tiên sử dụng công hiệu của bạch đàn để chiết xuất lấy tinh dầu. Dennis Considen và John White là hai nhà hóa chất chiết xuất thành công tinh dầu khuynh diệp theo hướng hiện đại. Sau đó nhà hóa học người Pháp là F.S. Cloez đã tinh chế được chất eucalyptol dùng để chế tinh dầu chữa bệnh.